# Raket (motorsåg)

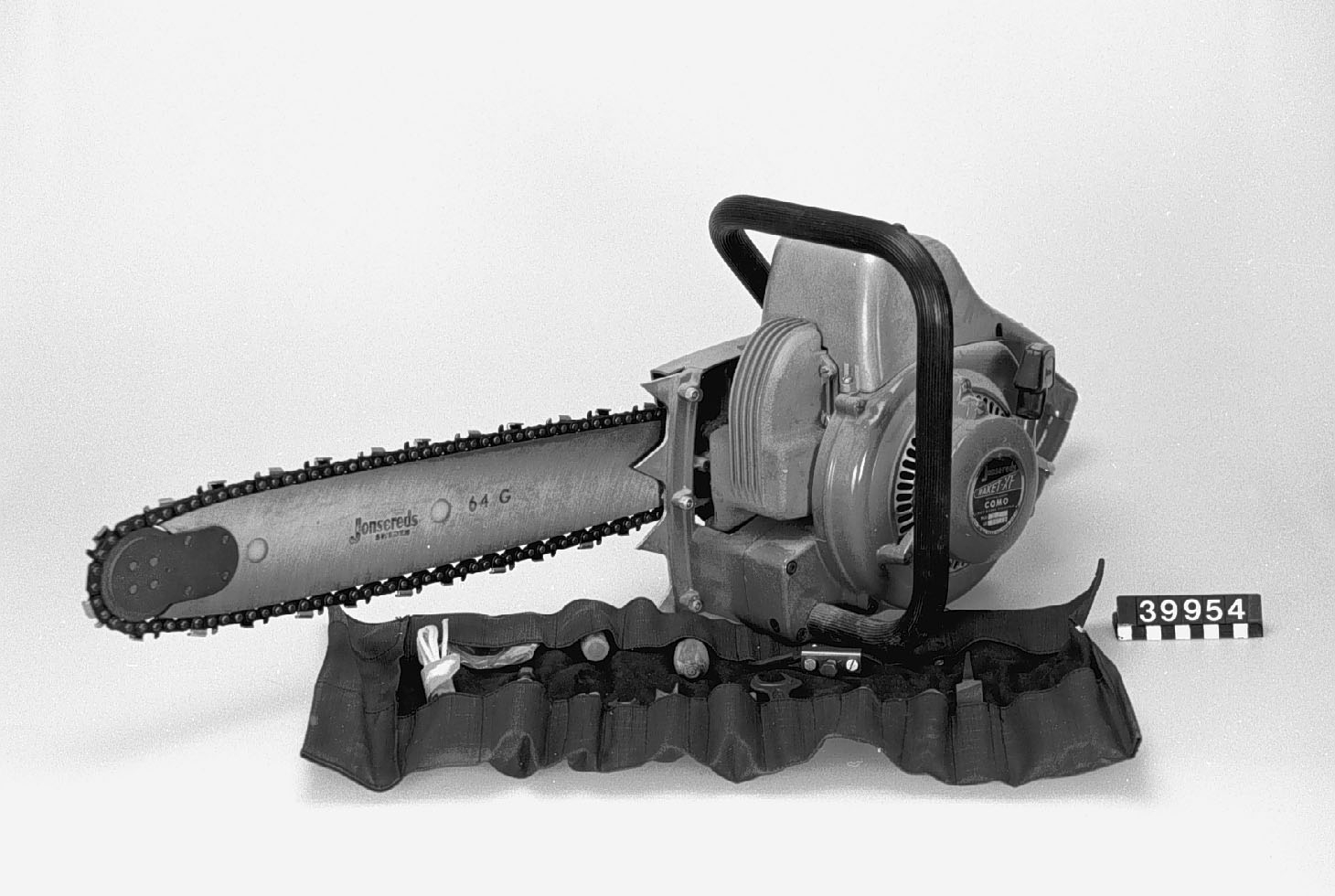
Raket i nyskick med verktygssats och reservdelar i väska.

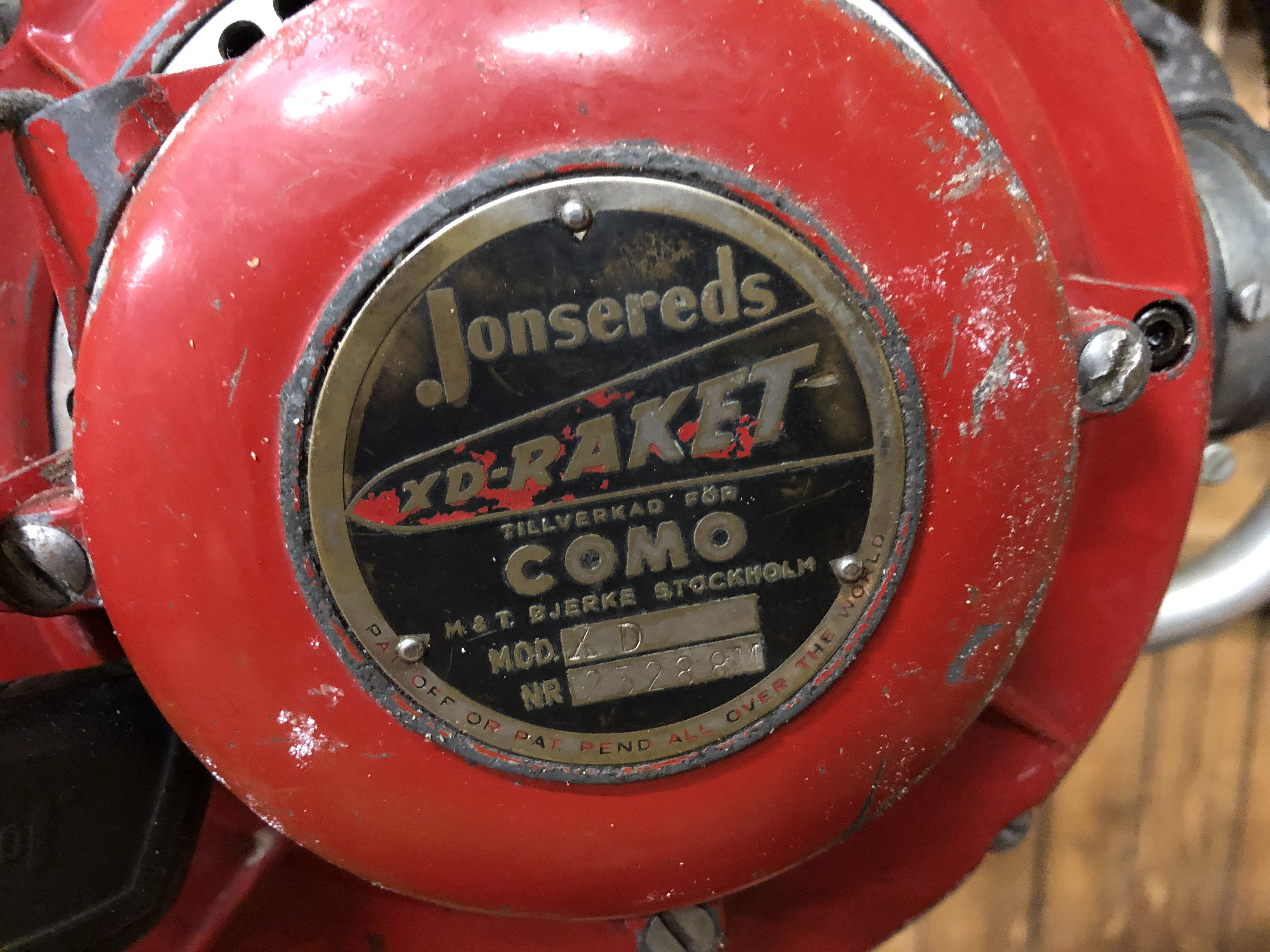
Jonsereds XD-Raket

Raket är namnet på flera motorsågsmodeller tillverkade av Jonsereds fabriker. Den första Raket-motorsågen lanserades 1954 av Jonsereds fabriker i samarbete med Como M&T Bjerke AB
Como M&T Bjerke AB startade tillverkning av motorsågen Comet som vidareutvecklades till motorsågen Raket tillsammans med Jonsereds fabriker. Den första modellen hette Raket XA och hade precis som Comet en motor liknande en tändkulemotor. Den kunde drivas med diesel, fotogen eller bensin. Raket hette Jonsereds motorsågar fram till 1970-talet då de istället började heta enbart Jonsereds och senare Jonsered. 
Motorsågen tillverkades i Jonsereds fabrik i Brastad.

## Modeller
- Raket 52E (1972)
- Raket 60 (1965)
- Raket XG (1963)
- Raket XF (1960)
- Raket XD (1958)